# Djuna Barnes
Djuna Barnes (Cornwall-on-Hudson, 1892. június 12. –‎ Greenwich Village, 1982. június 18.) amerikai művész, illusztrátor, újságíró és író, aki talán leginkább Nightwood (1936) című regényéről ismert, mely a leszbikus szépirodalom kultikus klasszikusa és a modernista irodalom fontos alkotása.
1913-ban szabadúszó újságíróként és a Brooklyn Daily Eagle illusztrátoraként kezdte pályafutását. 1914 elejére nagyon keresett riporter, interjúkészítő és illusztrátor lett, akinek munkái a város vezető újságjaiban és folyóirataiban jelentek meg. Később Barnes tehetsége és a kiemelkedő Greenwich Village bohémekkel való kapcsolata lehetőséget biztosított számára, hogy prózáját, verseit, illusztrációit és egyfelvonásos darabjait avantgárd irodalmi folyóiratokban és népszerű folyóiratokban egyaránt megjelentesse, valamint egy illusztrált verseskötetet, The Book of Repulsive Women (1915).
1921-ben a McCall's egy jövedelmező megbízás Barnes-t Párizsba vitte, ahol a következő 10 évben élt. Ebben az időszakban megjelentette az A Book (1923) című verses, színdarabok és novellák gyűjteményét, amelyet később három történettel kiegészítve újra kiadtak: A Night Among the Horses (Egy éjszaka a lovak között, 1929), Ladies Almanack (1928), és Ryder (1928).
Az 1930-as években Barnes Angliában, Párizsban, New Yorkban és Észak-Afrikában tartózkodott. Ebben a nyugtalan időszakban írta és publikálta a Nightwoodot. 1939 októberében, miután közel két évtizednyit főként Európában élt, Barnes visszatért New Yorkba. 1958-ban adta ki utolsó nagy művét, a The Antiphon című verses drámát, és 1982 júniusában halt meg a Patchin Place-i lakásában, Greenwich Village-ben.

## Élete és írásai

### Fiatalkora (1892-1912)
Barnes egy faházban született a Storm King hegyen, Cornwall-on-Hudson közelében, New York államban. Apai nagyanyja, Zadel Barnes író, újságíró és a Women's Suffrage aktivista volt, aki valaha egy befolyásos irodalmi szalon házigazdája volt. Apja, Wald Barnes (született Henry Aaron Budington) sikertelen zeneszerző, zenész és festő volt. A többnejűség szószólójaként 1889-ben feleségül vette Barnes anyját, Elizabeth J. Barnes-t (született Chappell); szeretője, Frances "Fanny" Clark 1897-ben költözött hozzájuk, amikor Barnes öt éves volt. Nyolc gyermekük született (Elizabethtől öten: Thurn, Zendon, Saxon és Shangar fiai, valamint Djuna lánya; négy Fannytól: Duane és Brian fiai, valamint Muriel és Sheila lányai), akik anyagi támogatásáért Wald nem sok erőfeszítést tett. Az egyik féltestvér gyermekkorában meghalt. Zadel, aki azt hitte, hogy fia egy félreértett művészi zseni, küzdött, hogy eltartsa az egész családot és csökkenő jövedelmét azzal egészítette ki, hogy kolduló leveleket írt barátainak és ismerőseinek.
A második legidősebb gyermekként Djuna Barnes gyermekkorának nagy részét azzal töltötte, hogy segített a testvérek és féltestvérek gondozásában. Korai oktatását otthon kapta, többnyire apjától és nagyanyjától, akik írást, művészetet és zenét tanítottak neki, de elhanyagolták az olyan tantárgyakat, mint a matematika és a helyesírás. Azt állította, hogy egyáltalán nem tanult formálisan; egyes bizonyítékok arra utalnak, hogy tíz éves kora után egy ideig beiratkozott az állami iskolába, bár a látogatása következetlen volt.
Lehetséges, hogy 16 évesen megerőszakolta vagy az apja tudtával és beleegyezésével szomszédja, vagy esetleg az apja. Ezek azonban pletykák, és Barnes nem erősítette meg őket, akinek soha nem sikerült befejeznie az önéletrajzát. Ismeretes, hogy Barnes és apja 1934-ben bekövetkezett haláláig meleg hangú leveleket írtak egymásnak. Barnes homályosan hivatkozik egy nemi erőszakra első Ryder című regényében, és közvetlenebbül a The Antiphon dühös záródarabjában. A nagymamájától, akivel évekig ágyban feküdt, a levelek nyílt szexuális utalásai vérfertőzésre vagy túlságosan ismerős ugratásra utalnak, de Zadel – aki 40 éve halott az Antifóna megírásakor – kimaradt a vádiratokból. Nem sokkal 18. születésnapja előtt vonakodva "házasodtak" össze Fanny Clark bátyjával, az 52 éves Percy Faulknerrel egy privát szertartáson, papság nélkül. Apja, nagyanyja, anyja és bátyja erősen támogatta a házasságot, de legfeljebb két hónapig maradt vele.

### New York City (1912-1921)
1912-ben Barnes családja anyagi tönkremenetel előtt szakadt. Elizabeth New Yorkba költözött Barnesszal és három testvérével, majd válókeresetet nyújtott be, így Wald feleségül vette Fanny Clarkot. A lépés alkalmat adott Barnesnak arra, hogy formálisan tanuljon művészetet; 1912 és 1913 között körülbelül hat hónapig a Pratt Intézetben, 1915 és 1916 között pedig a New York-i Art Student's League-ben  járt, de az igénye, hogy eltartsa magát és családját – ez a teher nagyrészt rá nehezedett – hamarosan arra vezette, hogy otthagyja az iskolát és riporterként dolgozzon a Brooklyn Daily Eagle-nél. Amikor megérkezett a Daily Eagle-be, Barnes kijelentette: "tudok rajzolni és írni, és bolond lennél, ha nem vennél fel" – ezeket a szavakat a Brooklyn Múzeumba írták fel.
Az elkövetkező néhány évben munkái szinte minden New York-i újságban megjelentek, beleértve a New York Presst, a The Worldöt és a McCall's-t is; interjúkat, sorozatokat, színházi ismertetőket és különféle híreket írt, ezeket gyakran saját rajzaival illusztrálta. Rövid fikciókat is publikált a New York Morning Telegraph's vasárnapi mellékletében és az All-story Cavalier Weekly pulp magazinban.

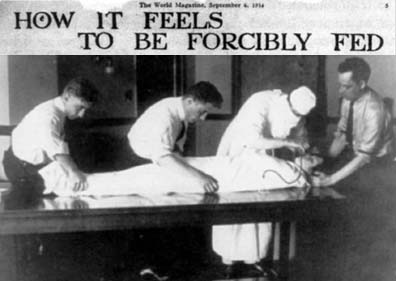
Kivágás az 1914. szeptember 6-i World Magazine-ból

Barnes újságírásának nagy része szubjektív és tapasztalati volt. Egy James Joyce-szal folytatott beszélgetésről írva bevallotta, hogy egy részét kihagyta annak, amit mondott, mert figyelme elkalandozott, bár tisztelte Joyce írását. Interjút készített a sikeres drámaíróval, Donald Ogden Stewarttal, és azt kiabálta neki, hogy "guruljon fel, és találja magát híresnek", míg más írók továbbra is küzdöttek, majd azt mondta, nem bánná, ha meghalna; amint életrajzírója, Phillip Herring rámutat, ez "lehangoló és talán példátlan megjegyzés, amellyel befejezhet egy interjút." A New York World Magazine által 1914 októberében kiadott "The Girl and the Gorilla" című művében folytat egy beszélgetést Dinah-val, egy nőstény gorillával a bronxi állatkertben.
Egy másik, 1914-es New York World-ben megjelent cikkben alávetette magát a kényszeretetésnek, ezt a technikát akkoriban éhségsztrájkoló választópolgárokon alkalmazták. Barnes ezt írta: "Ha én, színészként, úgy éreztem, ég a lázadásom saját funkcióim brutális bitorlása miatt, akkor azok, akik valóban elszenvedték a megpróbáltatást annak legélesebb borzalmában, hogyan lángolhattak fel szellemük szentélyeinek megsértése miatt." Arra a következtetésre jutott, hogy "nemem legbátrabbjaival osztottam meg a legnagyobb élményt."
Míg kigúnyolta Carrie Chapman Catt konzervatív választójogi aktivistát, amikor Catt arra intette a leendő választójogi szónokokat, hogy soha ne "tartsanak harcos pózt", és ne viseljenek "olyan ruhát, amelyen a lábad látható elöl", Barnes támogatta a progresszív választópolgárokat. Barnes felvetette, hogy Catt konzervativizmusa akadályozta a választójogi mozgalmat, amikor Catt megpróbálta kiközösíteni Alice Pault és Lucy Burnst, akik a sztrájkokra és erőszakmentes tiltakozásukra irányuló médiafigyelem révén a nőkre akartak szavazni. Az ő rossz bánásmódjuk ösztönözte Barnes-t arra, hogy saját maga tapasztalja meg a kényszertáplálás kínzását.
Barnes kockázatos helyzetekbe merült, hogy hozzáférjen azokhoz az élményekhez, amelyeket a házhoz kötött nők előző generációja megtagadt. A boksz hagyományosan férfias birodalmáról írva a ring oldaláról, Barnes a bokszot a nők modern identitásának ablakaként vizsgálta. 1914-ben tette fel először a kérdést: "Mit akarnak a nők egy verekedéstől?" a "My Sisters and I at a New York Prizefight" című cikkben, amely a New York World magazinban jelent meg. Irene Gammel szerint „Barnes esszéje hatékonyan elkezdi feltárni a nők elnyomásának egész kultúrtörténetét”. Barnes érdeklődése a boksz iránt 1915-ben is folytatódott, amikor interjút készített a nehézsúlyú bajnok Jess Willarddal.

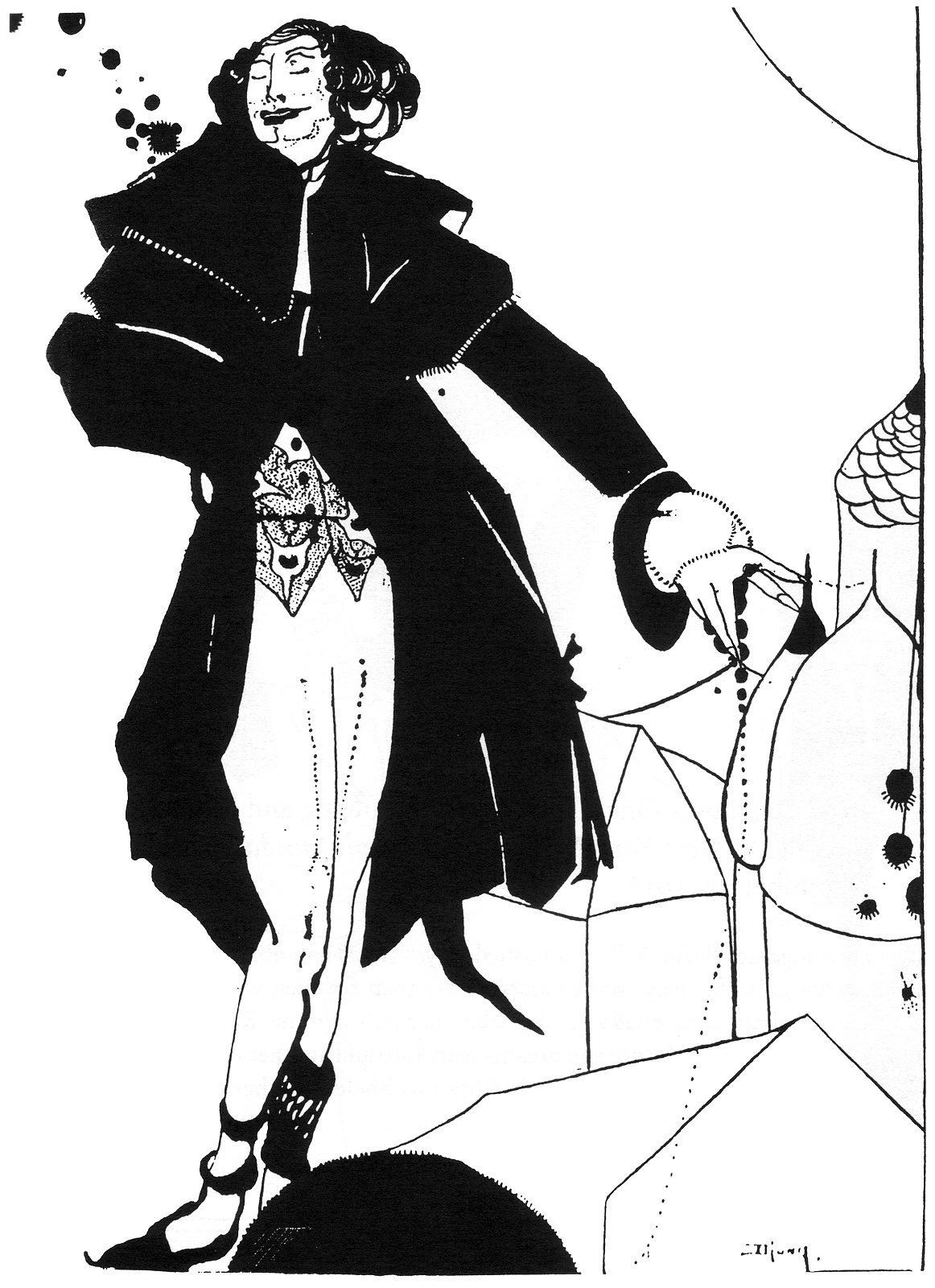
Ez a szatirikus rajz egy dögös Greenwich Village-i lakosról Barnes 1916-os „Hogyan szórakoztatják magukat a falusiak” című cikkét kísérte.

1915-ben Barnes kiköltözött családja lakásából egy Greenwich Village-i lakásba, ahol belépett a művészek és írók virágzó bohém közösségébe. Társadalmi köréhez tartozott Edmund Wilson, Berenice Abbott, valamint a dadaista művész és költő, Elsa von Freytag-Loringhoven, akinek életrajzát Barnes megpróbálta megírni, de nem fejezte be. Kapcsolatba került Guido Bruno-val, egy vállalkozóval és promóterrel, aki magazinokat és chapbookokat adott ki a Washington Square Park-ból. Bruno a gátlástalanság hírében állt és gyakran vádolták azzal, hogy Greenwich Village lakosait haszonszerzés céljából kizsákmányolta – a Bohemians festészetének nézegetése miatt a turistáktól belépőt kért –, de erősen ellenezte a cenzúrát, és hajlandó volt megkockáztatni a vádemelést Barnes 1915-ös "ritmusok és rajzok" gyűjteményének kiadásával.
Annak ellenére, hogy az első versben leírták a nők közötti szexet, a könyvet jogilag soha nem támadták meg; a szövegrész most egyértelműnek tűnik, de abban az időben, amikor a leszbikusság gyakorlatilag láthatatlan volt az amerikai kultúrában, a New York-i Társaság a bűnök elnyomásáért talán nem értette a képzeteit. Mások nem voltak ennyire naivak, és Bruno a könyv jó hírnevét úgy tudta nővelni, hogy tizenötről ötven centre emelte az árat és zsebre vágta a különbözetet. Húsz évvel később Barnes Brunót Felix Volkbein egyik modelljeként használta a Nightwoodban, karikírozva a nemesség iránti igényét és azt a szokását, hogy meghajol bárki előtt, aki híres vagy fontos.

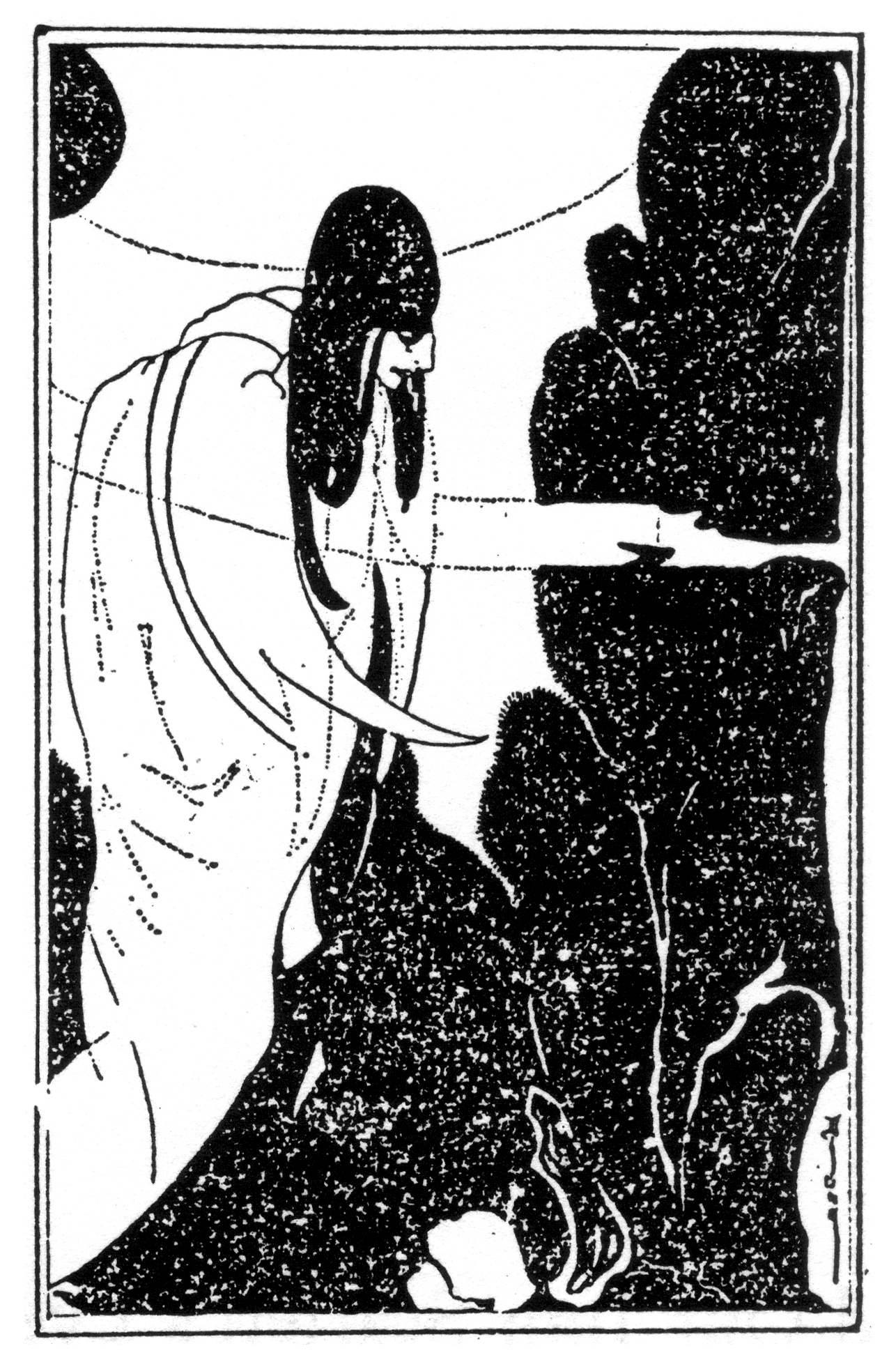
Barnes illusztrációja J. M. Synge The Well of the Saints (A szentek kútja) című drámájának egy jelenetéről

Barnes a Provincetown Players tagja volt, ami egy amatőr színházi kollektíva, amely a művészi, nem pedig a kereskedelmi sikerre helyezte a hangsúlyt, jól illeszkedett saját értékrendjéhez. A Players' Greenwich Village színháza egy átalakított istálló volt padokkal és egy kis színpaddal; Barnes szerint "mindig éppen vissza kellett adni a lovaknak". Mégis jelentős szerepet játszott az amerikai dráma fejlődésében, Susan Glaspell, Edna St. Vincent Millay, Wallace Stevens és Theodore Dreiser műveiben, valamint Eugene O'Neill karrierjének beindításában. Barnes három egyfelvonásosát 1919-ben és 1920-ban készítették itt; a negyediket, a The Dove-ot a Smith College-ban mutatták be 1925-ben, és egy sor rövid szekrénydrámát adtak ki magazinokban, néhányat Barnes Lydia Steptoe álnevén.
Ezek a darabok J. M. Synge ír drámaíró erős hatását mutatják be; vonzotta Synge nyelvének költői minősége és látásmódjának pesszimizmusa. A kritikusok származékosnak találták őket, különösen azokat, amelyekben Synge ír dialektusát próbálta utánozni, és Barnes talán egyetértett ezzel, mivel a későbbi években pusztán zsengékként (juvenilia) utasította el őket. Tartalmukban azonban ezek a stilizált és rejtélyes korai darabok inkább kísérletezők, mint a tartományi drámaíró társaié. A The New York Times beszámolója, amelyet Alexander Woollcott Three From the Earth című drámájáról írt, azon demonstrációjának nevezte, hogy „milyen magával ragadó és lényegében drámai tud lenni egy darab anélkül, hogy a közönség tudná, mire hajt a szerző… A nézők lélegzetvisszafojtva ülnek, és hallgatják egy-egy playlet minden szavát, amelynek a sötéten sugallt nyomai megfejtetlenül hagyják a rejtélyt."
Greenwich Village az 1910-es években a szexuális és intellektuális szabadság légköréről volt ismert. Barnes szokatlan volt a falusiak körében abban, hogy a szabad szerelem filozófiája szerint nevelték fel, amelyet a nagymamája és az apja egyaránt támogattak. Apja sajátos látásmódjába beletartozott a korlátlan szaporodás iránti elkötelezettség, amit ő határozottan elutasított; a gyermekvállalás kritikája fontos témává válik munkásságában. A szexuális szabadságot azonban értékként megőrizte. Az 1930-as években azt mondta Antonia White-nak, hogy "nem volt bűntudata a szex miatt, amiatt, hogy olyan férfival vagy nővel feküdjön le, akivel akar" a levelezés azt mutatja, hogy 21 éves korában a családja nagyon is tisztában volt biszexualitásával, és Greenwich Village-i évei alatt számos viszonya volt férfiakkal és nőkkel egyaránt.

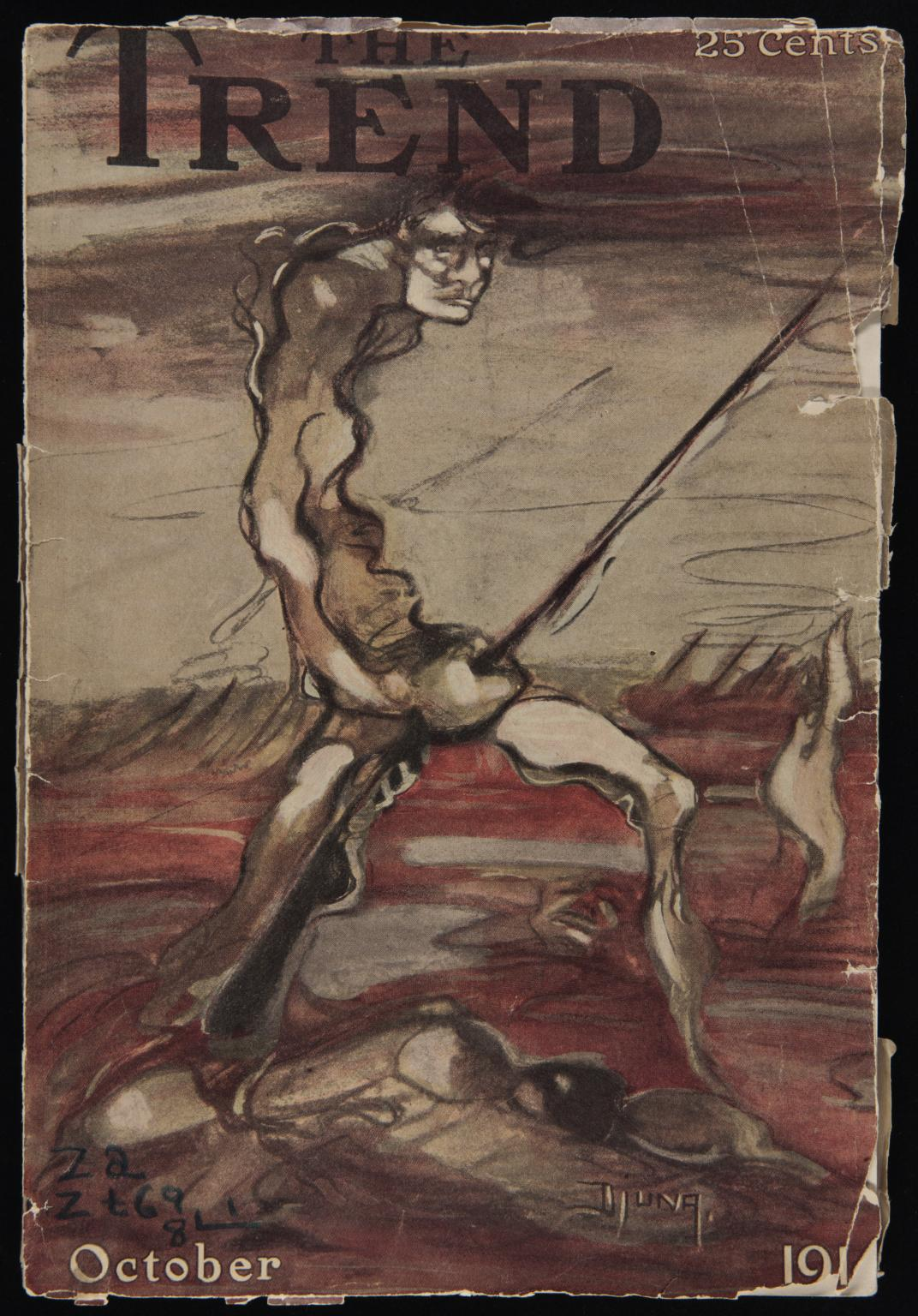
Borítóillusztráció, The Trend, Djuna Barnes, 1914. októberi szám

Ezek közül talán a legfontosabb volt eljegyzése a Harvardon végzett Ernst Hanfstaengl-lel, aki családja művészeti kiadójának amerikai fiókját vezette. Hanfstaengl egyszer adott egy zongorakoncertet a Fehér Házban, és barátja volt Franklin Delano Roosevelt New York állam akkori szenátorának, de egyre jobban feldühítette az Egyesült Államokban az első világháború alatti németellenesség. 1916-ban Barnes német feleséget akart; a fájdalmas szakítás a Nightwoodból törölt jelenet alapja lett. Később visszatért Németországba, és Adolf Hitler közeli munkatársa lett. 1916-tól vagy 1917-től egy Courtenay Lemon nevű szocialista filozófussal és kritikussal élt együtt, akit élettársi férjeként emlegetett, de tisztázatlan okokból ez is véget ért. Szenvedélyes romantikus kapcsolata volt Mary Pyne-nel, a New York Press riporterével és a Provincetown Players munkatársával is. Pyne 1919-ben tuberkulózisban halt meg, és Barnes egészen a végig kitartott mellette.

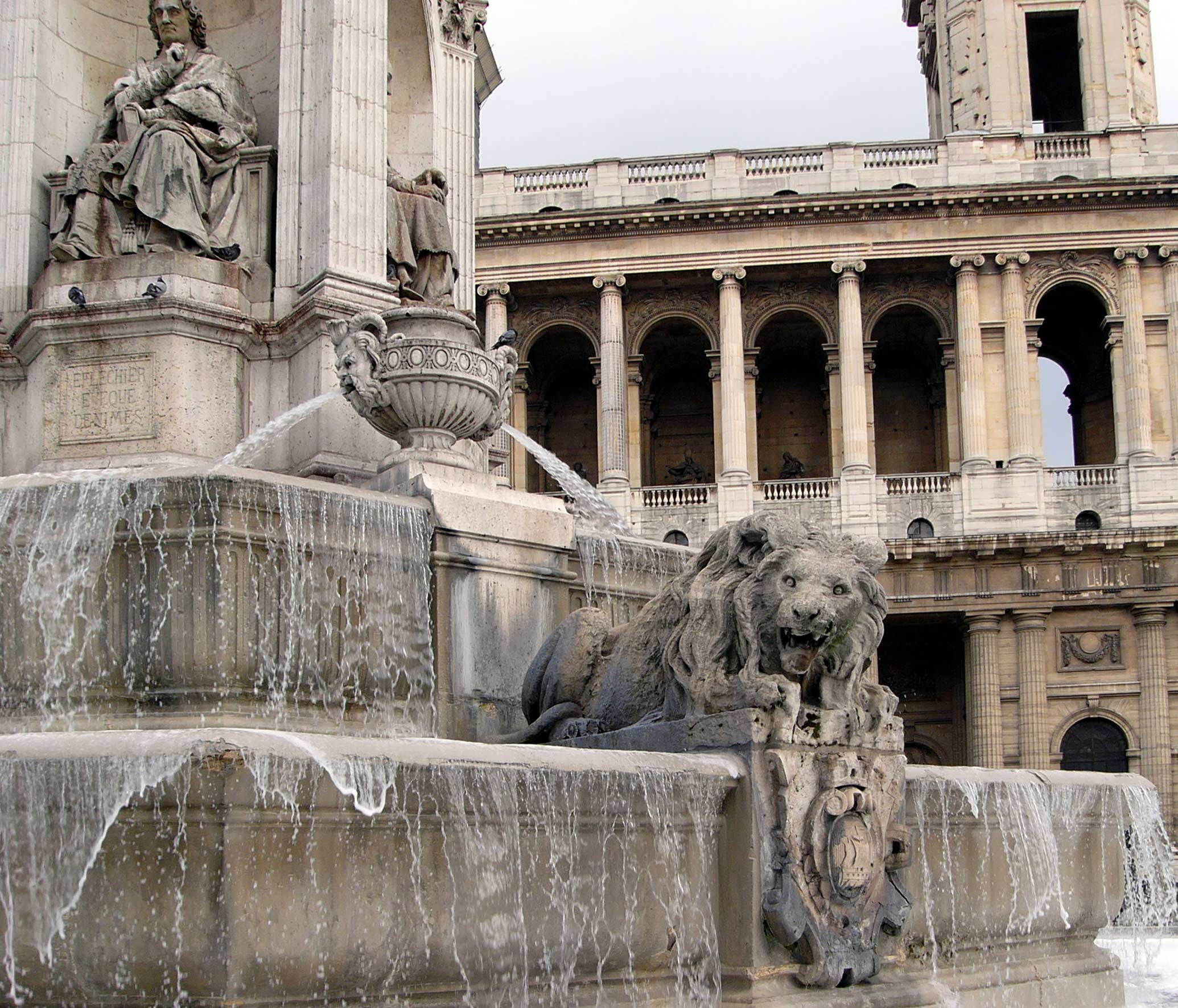
A Négy Püspök kútja Párizsban Place Saint-Sulpice, a Nightwood egyik fontos helye

### Párizs (1921–1930)
Az 1920-as években Párizs volt a modernizmus központja a művészetben és az irodalomban. Barnes először 1921-ben utazott oda a McCall's megbízásából. Interjút készített külföldön élő író- és művésztársaival az amerikai folyóiratok számára, és hamarosan a helyi színtér jól ismert alakjává vált; fekete köpenyéről és fanyar elméjéről számos korabeli visszaemlékezés emlékezik meg. Már az első regénye megjelenése előtt is jó hírneve volt irodalminak, nagyrészt az "A Night Among the Horses" (Egy éjszaka a lovak közt) című elbeszélésének köszönhetően, amely megjelent a The Little Review-ban, és újranyomtatta 1923-ban megjelent A Book gyűjteményében.
A befolyásos szalon háziasszony, Natalie Barney belső körének tagja volt, aki életre szóló barátja és mecénása lett, valamint központi alakja Barnes párizsi leszbikus életéről szóló szatirikus krónikájának, a Ladies Almanacknak. Barnes párizsi éveinek legfontosabb kapcsolata Thelma Wood művésznővel volt. Wood kansasi származású volt, aki azért jött Párizsba, hogy szobrász legyen, de Barnes javaslatára inkább az ezüstpontot választotta, és olyan állatokról és növényekről készített rajzokat, amelyeket az egyik kritikus Henri Rousseau-hoz hasonlított. 1922 telére a Boulevard Saint-Germain egyik lakásában közösen rendezték be a háztartást. Egy másik szoros barátság, amely ez idő alatt alakult ki, Elsa von Freytag-Loringhoven dadaművész bárónővel kötődött, akivel Barnes 1923-ban intenzív levelezésbe kezdett. "Ahol Wood ajándékba adott Barnesnak egy babát, hogy jelképes szerelmi gyermeküket képviselje, a bárónő erotikus házasságot javasolt, amelynek szerelmi gyermeke lenne a könyvük." Párizsból Barnes pénzzel, ruhával és folyóiratokkal támogatta a bárónőt Berlinben. Gyűjtötte a bárónő verseit és leveleit is.

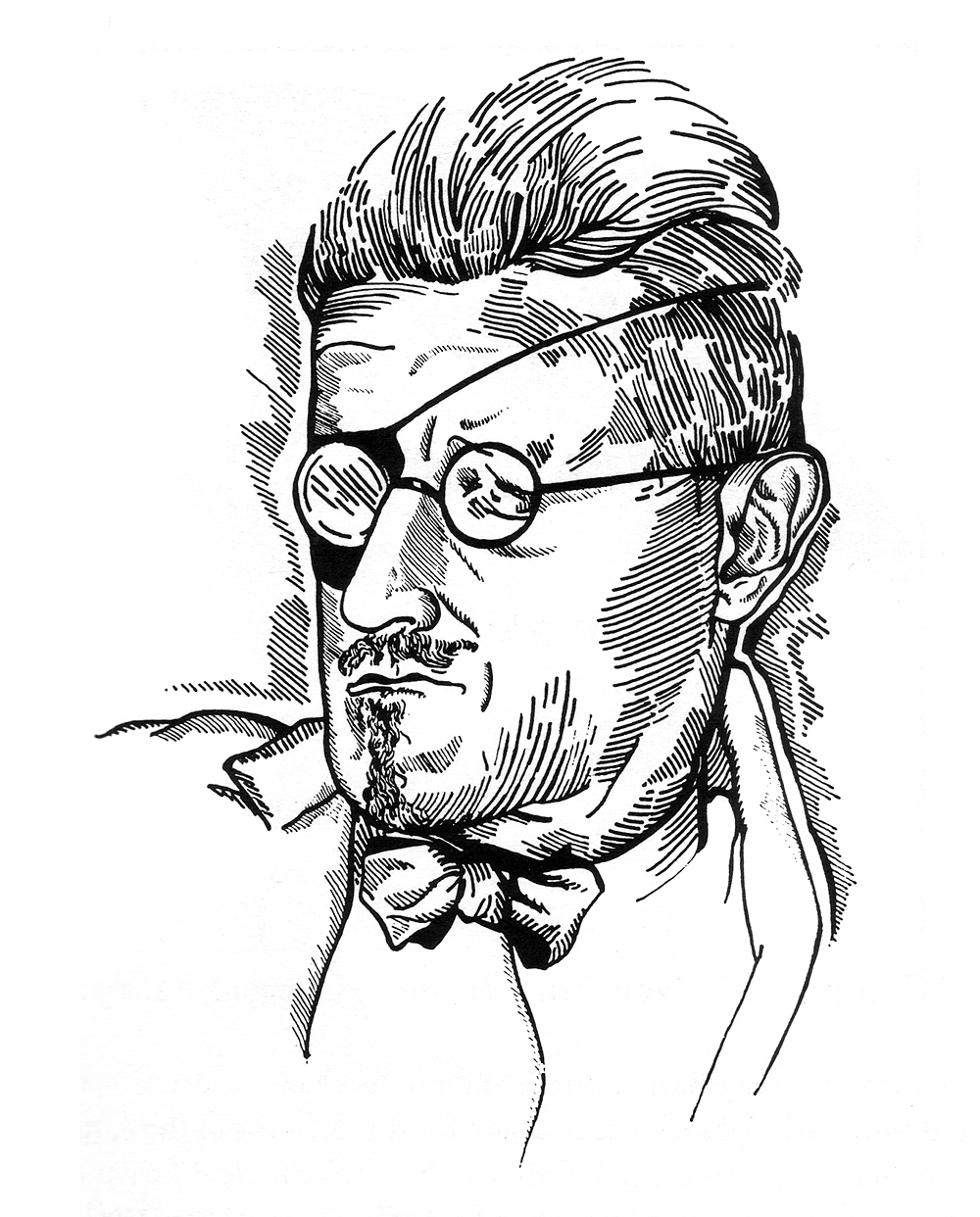
Barnes James Joyce-ról készült rajza illusztrálta a vele készített 1922-es interjúját a Vanity Fair-ben.

Barnes egy bemutatkozó levéllel érkezett Párizsba James Joyce-hoz, akivel interjút készített a Vanity Fairnek, és aki barátja lett. A Vanity Fair-interjújának címe úgy emlegette őt, mint "a férfit, aki jelenleg az irodalom egyik legjelentősebb alakja", de az Ulyssesre adott személyes reakciója kevésbé volt óvatos: "Soha nem írok még egy sort... Kinek van bátorsága ezután?" Valószínűleg Joyce olvasása késztette arra, hogy Barnes elforduljon a 19. század végi The Book of Repulsive Women dekadens és esztétikai hatásaitól későbbi munkáinak modernista kísérletezése felé. Az irodalom megfelelő témájában azonban eltértek egymástól; Joyce úgy gondolta, hogy az íróknak a közhelyes témákra kell összpontosítaniuk, és azokat rendkívülivé kell tenniük, míg Barnes-t mindig a szokatlan, még a groteszk is vonzotta. Akkor a saját élete is rendkívüli téma volt. Önéletrajzi első regénye, a Ryder nemcsak az Ulysses által ihletett technika megfejtésének nehézségei elé állítja az olvasókat, hanem azzal a kihívással is, hogy összeállítsa egy nem szokványos poligám háztartás történetét, amely távol áll a legtöbb olvasó elvárásától és tapasztalataitól.
A szöveg nehézségei ellenére a Ryder rosszindulatúsága felkeltette a figyelmet, és rövid időre a New York Times bestsellerévé vált. Népszerűsége felkészületlenül érte a kiadót; az első, 3000 példányos kiadás gyorsan elfogyott, de mire újabb példányok kerültek a könyvesboltokba, a közönség érdeklődése alábbhagyott a könyv iránt. Ennek ellenére az előleg lehetővé tette Barnes számára, hogy új lakást vásároljon a Rue Saint-Romain-on, ahol 1927 szeptemberétől Thelma Wooddal lakott. A költözés következtében Mina Loy szomszédai lettek, Barnes barátja Greenwich Village kora óta, aki a Ladies Almanackban jelent meg, mint Patience Scalpel, az egyetlen heteroszexuális karakter, aki „nem tudta megérteni a nőket és útjaikat”.
Témájából adódóan a Ladies Almanack kis magánnyomatban jelent meg "A Lady of Fashion" álnéven. Példányokat árultak Párizs utcáin Barnes és barátai, és Barnes-nak sikerült néhányat becsempésznie az Egyesült Államokba, hogy eladja. Egy könyvkereskedő, Edward Titus felajánlotta, hogy Ladies Almanack-ot visz az üzletébe, cserébe azért, hogy a címlapon szerepeljen, de amikor a teljes példányszám jogdíjából való részesedést követelte, Barnes feldühödött. Később a Titus nevet adta a bántalmazó apának a The Antiphonban.
Barnes a Rydert és a Ladies Almanackot Thelma Woodnak szentelte, de mindkét könyv kiadásának évében – 1928-ban – volt az az év is, amikor ő és Wood elváltak. Barnes azt akarta, hogy kapcsolatuk monogám legyen, de felfedezte, hogy Wood őt akarja „a világ többi részével együtt”. Wood egyre jobban függött az alkoholtól, és éjszakáit italozással és alkalmi szexpartnerek keresésével töltötte; Barnes a kávézókban keresgélt, és gyakran ugyanolyan részeg lett. Barnes szakított Wooddal, mert kapcsolatban állt Henriette McCrea Metcalf örökösnővel (1888–1981), akit a Nightwoodban csúnya módon Jenny Petherbridge-ként alakítottak volna.

### 1930-as évek
A Nightwood nagy részét 1932 és 1933 nyarán írták, miközben Barnes a művészetpártoló Peggy Guggenheim által bérelt Hayford Hallban, egy devoni vidéki kastélyban szállt meg. A többi vendég volt Antonia White, John Ferrar Holms, valamint Emily Coleman regényíró és költő. A lakói által „Másnapos Csarnoknak” (Hangover Hall) becézett kastély estéin gyakran szerepelt az Igazság nevű társasjáték, amely brutális őszinteségre buzdított és feszült érzelmi légkört teremtett. Barnes félt felügyelet nélkül hagyni a folyamatban lévő munkáját, mert az ingatag Coleman, miután elmondta Barnesnak egyik titkát, megfenyegette, hogy elégeti a kéziratot, ha Barnes felfedi. De miután elolvasta a könyvet, Coleman lett a bajnoka. Az egymást követő vázlatokkal kapcsolatos kritikái arra késztették Barnest, hogy jelentős szerkezeti változtatásokat hajtson végre, és amikor kiadók után utasította el a kéziratot, Coleman volt az, aki rákényszerítette T. S. Eliotot, a Faber and Faber akkori szerkesztőjét, hogy olvassa el.
Faber 1936-ban adta ki a könyvet. Bár a kritikák jelentős műalkotásként kezelték, a könyv nem fogyott jól. Barnes nem kapott előleget Fabertől, és az első jogdíjkimutatás mindössze 43 fontról szólt; a következő évben a Harcourt, Brace által kiadott amerikai kiadás sem sikerült jobban. Barnes kevés újságírást publikált az 1930-as években, és nagymértékben függött Peggy Guggenheim pénzügyi támogatásától. Folyamatosan beteg volt, és egyre többet ivott – Guggenheim szerint napi egy üveg whiskyt számolt el. 1939 februárjában bejelentkezett egy londoni szállodába, és öngyilkosságot kísérelt meg. Guggenheim finanszírozta a kórházi látogatásokat és az orvosokat, de végül elvesztette a türelmét, és visszaküldte New Yorkba. Ott egy egyágyas szobát osztott meg édesanyjával, aki egész éjszaka köhögött, és folyamatosan olvasta a Mary Baker Eddy-től származó részeket, miután áttért a Keresztény Tudományra. 1940 márciusában családja egy New York állambeli szanatóriumba küldte kiszáradni. Barnes dühösen elkezdte tervezni a családja életrajzát, és azt írta Emily Colemannek, hogy "nincs már semmi oka annak, hogy bármit is érezzek irántuk, csak gyűlölöm". Ez az ötlet végül a The Antiphon című darabjában valósul meg. Miután visszatért New Yorkba, keservesen veszekedett anyjával, és kidobták az utcára.

### Visszatérés Greenwich Village-be (1940-1982)

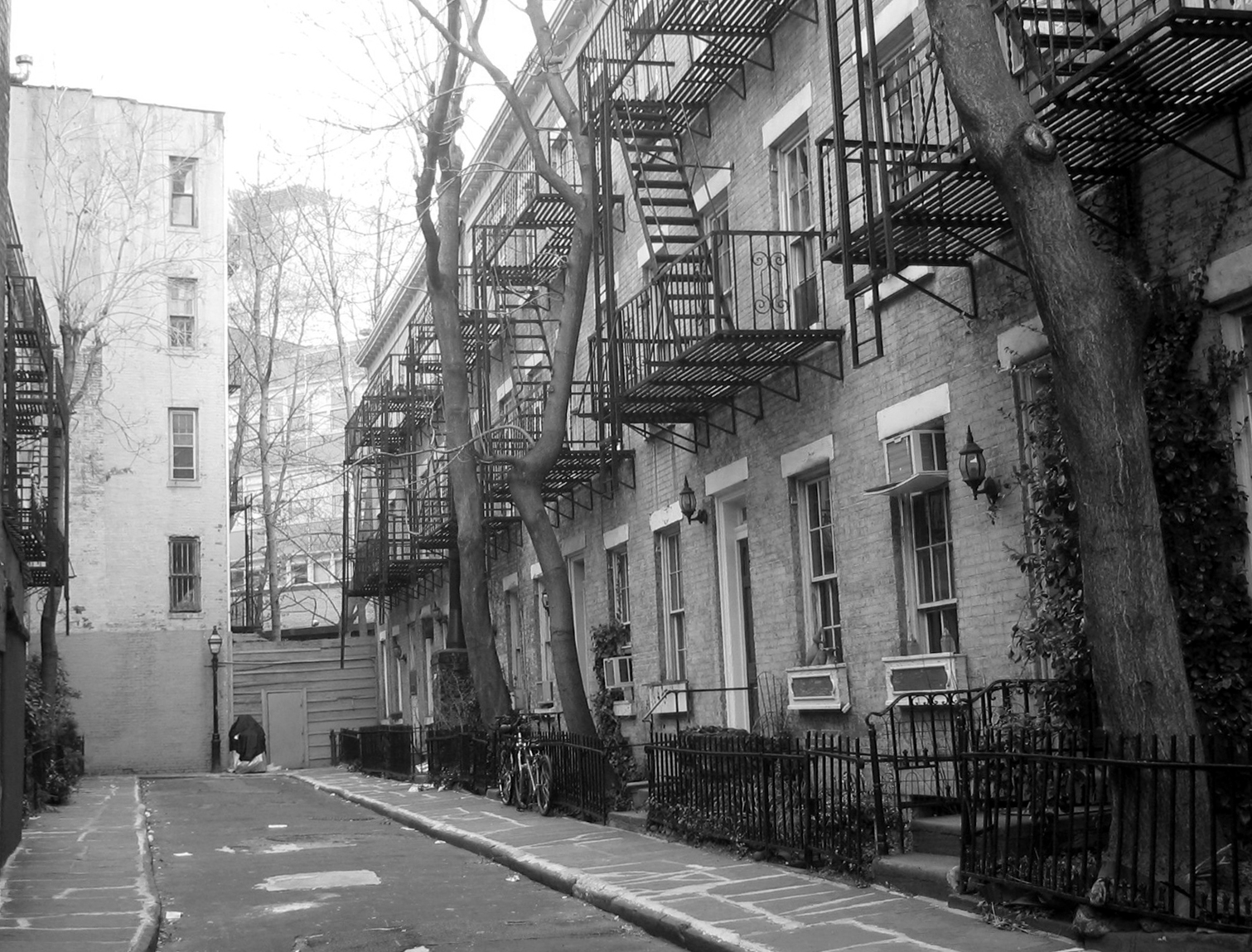
Patchin Place, ahol Barnes 42 évig élt

Mivel nem volt hova mennie, Barnes Thelma Wood lakásában szállt meg, amíg Wood a városon kívül volt, majd két hónapot töltött egy arizonai tanyán Emily Colemannel és Coleman szeretőjével, Jake Scarborough-val. Visszatért New Yorkba, és szeptemberben a Greenwich Village-i Patchin Place 5. szám alatti kis lakásba költözött, ahol élete utolsó 41 évét tölti majd. Az 1940-es években továbbra is ivott, és gyakorlatilag semmit sem írt. Guggenheim aggodalmai ellenére kis ösztöndíjat biztosított neki, Coleman pedig, aki nem engedhette meg magának, havi 20 USD-t küldött (2011-ben körülbelül 310 USD). 1943-ban Barnes bekerült Peggy Guggenheim kiállítására, az Exhibition by 31 Women a New York-i Art of This Century galériában. 1946-ban Henry Holtnál dolgozott kéziratolvasóként, de jelentései mindig maróak voltak, és elbocsátották.
1950-ben Barnes felismerte, hogy az alkoholizmus lehetetlenné tette számára, hogy művészként működjön, és abbahagyta az ivást, hogy elkezdhesse a The Antiphon című versjátékát. A darab nagymértékben merített saját családtörténetéből, és az írást harag táplálta; azt mondta: "Összeszorított fogakkal írtam az Antifónát, és megjegyeztem, hogy a kézírásom olyan vad, mint a tőr." Amikor elolvasta a darabot, bátyja, Thurn azzal vádolta őt, hogy "bosszút akar állni valamiért, ami már régen meghalt. elfelejtett". Barnes a levele margójára „igazságszolgáltatás”-ként írta le a nő indítékát, és a „halott” mellé a „nem halott” feliratot írta.
A The Antiphon után Barnes visszatért a versíráshoz, amelyet feldolgozott és átdolgozott, és akár 500 piszkozatot is készített. Naponta nyolc órát írt annak ellenére, hogy egyre több egészségügyi problémája van, köztük olyan súlyos ízületi gyulladás, hogy még az írógépéhez sem tudott ülni, vagy felkapcsolni az asztali lámpáját. Ezek közül a versek közül sok nem került véglegesítésre és csak néhányat publikáltak életében.
A Patchin Place-ben töltött évei alatt Barnes hírhedt remete lett, aki erősen gyanakodott mindenkire, akit nem ismert jól. E. E. Cummings, aki az utca túloldalán lakott, időnként ellenőrizte, és kiabált az ablakán: „Élsz még, Djuna?”. Bertha Harris rózsákat tett a postaládájába, de soha nem sikerült találkoznia vele; Carson McCullers a küszöbén táborozott, de Barnes csak leszólt: "Aki megnyomja ezt a csengőt, kérem, menjen a fenébe." Anaïs Nin lelkes rajongója volt munkájának, különösen a Nightwoodnak. Többször írt Barnesnak, és felkérte, hogy vegyen részt egy női írásokkal foglalkozó naplóban, de nem kapott választ. Barnes megvető maradt Ninnel szemben, és átkelt az utcán, hogy elkerülje őt. Barnes dühös volt, amiért Nin egy karaktert Djunának nevezett el, és amikor Greenwich Village-ben megnyílt a Djuna Books feminista könyvesbolt, Barnes felhívta, hogy a név megváltoztatását követelje. Barnes élethosszig tartó vonzalmat érzett Marianne Moore költő iránt, mióta ő és Moore fiatalok voltak az 1920-as években.
Bár Barnes-nak más női szeretői is voltak, későbbi éveiben köztudottan azt állította: „Nem vagyok leszbikus, csak szerettem Thelmát”.
Barnes-t 1961-ben beválasztották a National Institute of Arts and Letters tagjává, és 1981-ben a Nemzeti Művészeti Alap (National Endowment for the Arts) vezető ösztöndíjjal tüntette ki.
Barnes volt az utolsó életben maradt tagja az angol nyelvű modernisták első generációjának, amikor New York-i otthonában, 1982. június 18-án, hat nappal 90. születésnapja után meghalt.

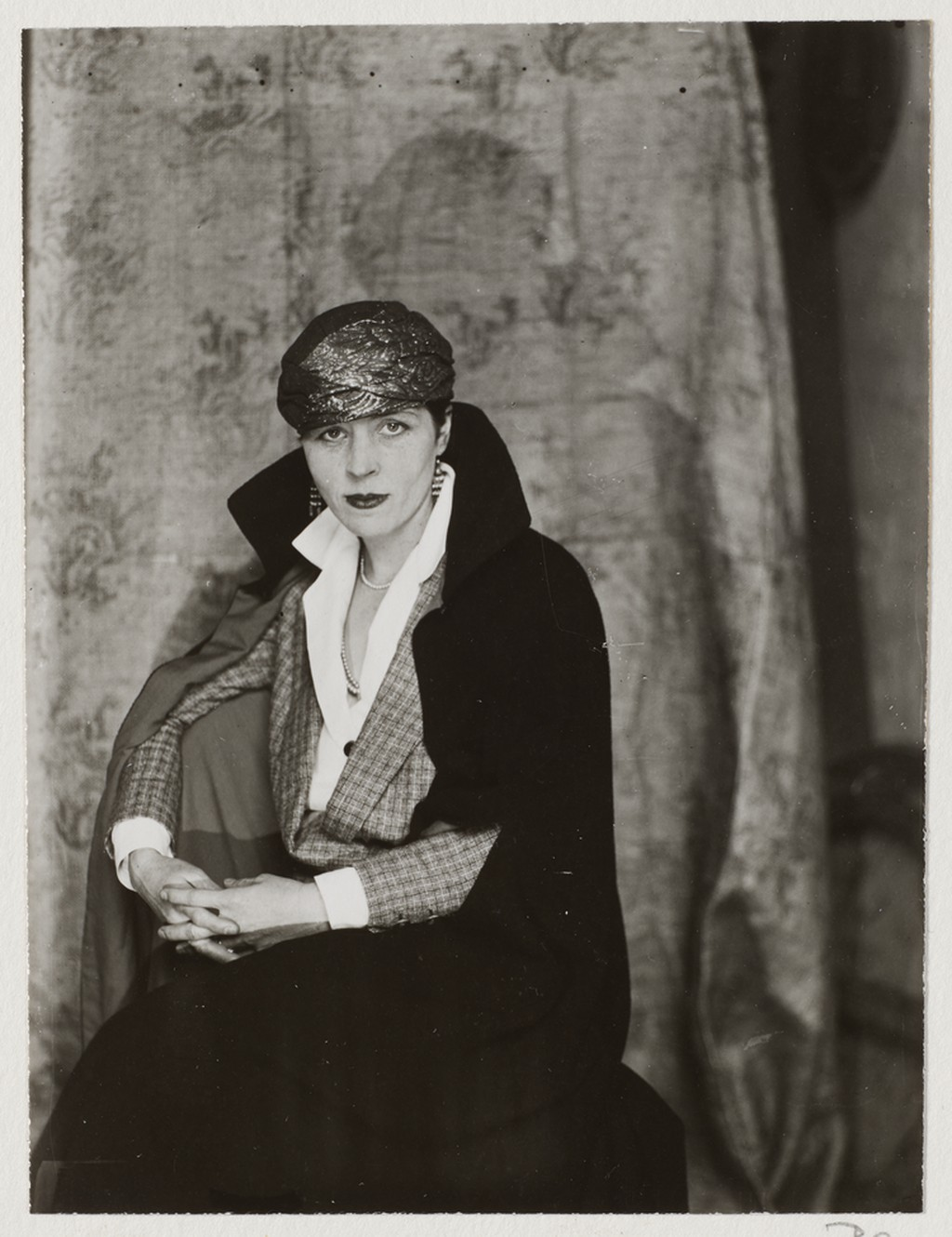
Djuna Barnes portréja, Berenice Abbott, 1926

## Művei

### The Book of Repulsive Women

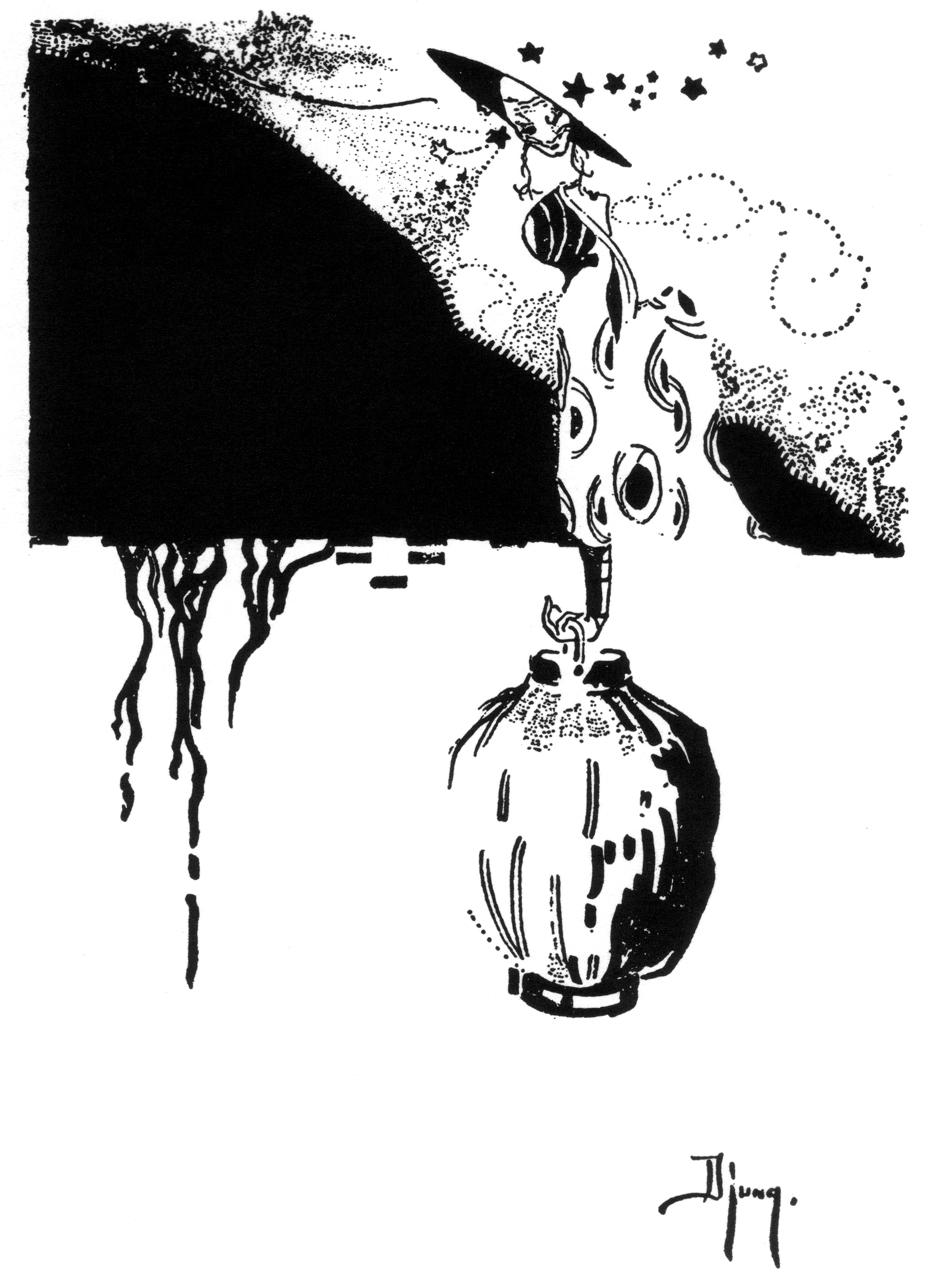
Illusztráció a The Book of Repulsive Women-ból

Barnes The Book of Repulsive Women (A visszataszító nők könyve, 1915) című fejezete nyolc „ritmust” és öt rajzot gyűjt össze. A versek a 19. század végi dekadencia erőteljes hatását mutatják, az illusztrációk stílusa pedig Aubrey Beardsleyéhez hasonlít. A helyszín New York City, és az alanyok mind nők: egy kabaréénekes, egy nő, akit egy nyitott ablakon keresztül a magasvasútról látnak, és az utolsó versben két öngyilkos holtteste a hullaházban. A könyv olyan kifejezésekkel írja le a női testet és a szexualitást, amelyek sok olvasót valóban visszataszítónak találtak, de – mint Barnes legtöbb művénél – a szerző álláspontja kétértelmű. Egyes kritikusok úgy olvassák a verseket, mint a nőkkel kapcsolatos kulturális attitűdök leleplezését és gúnyolódását.
Barnes zavarba ejtőnek tartotta a The Book of Repulsive Women-t; "idiótának" nevezte a címet, kihagyta önéletrajzából, és még másolatokat is égetett. De mivel a szerzői jogot soha nem jegyezték be, nem tudta megakadályozni, hogy újra kiadják, és ez lett az egyik legtöbbször újranyomott műve.

### Ryder
Barnes Ryder (1928) című regénye nagymértékben merít a Cornwall-on-Hudsonban szerzett gyermekkori élményeiből. A Ryder család 50 éves történetét öleli fel: Sophia Grieve Ryder, akárcsak Zadel, a szegénységbe esett egykori szalon háziasszony; tétlen fia, Wendell; felesége Amelia; lakó szeretője Kate-Careless; és a gyerekeik. Barnes Wendell és Amelia lányaként, Julieként jelenik meg. A történetnek sok szereplője van, és sokféle nézőpontból mesélik el; egyes karakterek egyetlen fejezet főszereplőjeként jelennek meg, csak hogy teljesen eltűnjenek a szövegből. A Ryder család krónikájának töredékeit gyermektörténetek, dalok, levelek, versek, példázatok és álmok tarkítják. A könyv fejezetről fejezetre stílust vált, Chaucertől Dante Gabriel Rossettiig parodizálva az írókat.
A Ryder és a Ladies Almanack is felhagy a The Book of Repulsive Women-hez készült rajzainak Beardsleyes stílusával a francia népművészetből kölcsönzött vizuális szókincs javára. Számos illusztráció szorosan a Pierre-Louis Duchartre és René Saulnier által az 1926-os L'Imagerie Populaire című könyvben összegyűjtött metszeteken és fametszeteken alapul – olyan képeken, amelyeket a középkor óta variációkkal másoltak. A Ryder illusztrációinak rosszindulatúsága miatt az Egyesült Államok postaszolgálata megtagadta a kiszállítást, és néhányat ki kellett hagyni az első kiadásból, köztük egy képet, amelyen Sophia egy bilibe vizel, és egy másik képet, amelyen Amelia és Kate-Careless ül a tűz mellett pénisz-takarót kötögetve. A szöveg egyes részeit ki is törölték. Egy fanyar bevezetőben Barnes kifejtette, hogy a hiányzó szavakat és részeket csillagokkal helyettesítették, hogy az olvasók láthassák a cenzúra által okozott "pusztítást". A Dalkey Archive 1990-es kiadása helyreállította a hiányzó rajzokat, de az eredeti szöveg elveszett a második világháborúban a kézirat megsemmisülésével.

### Ladies Almanack

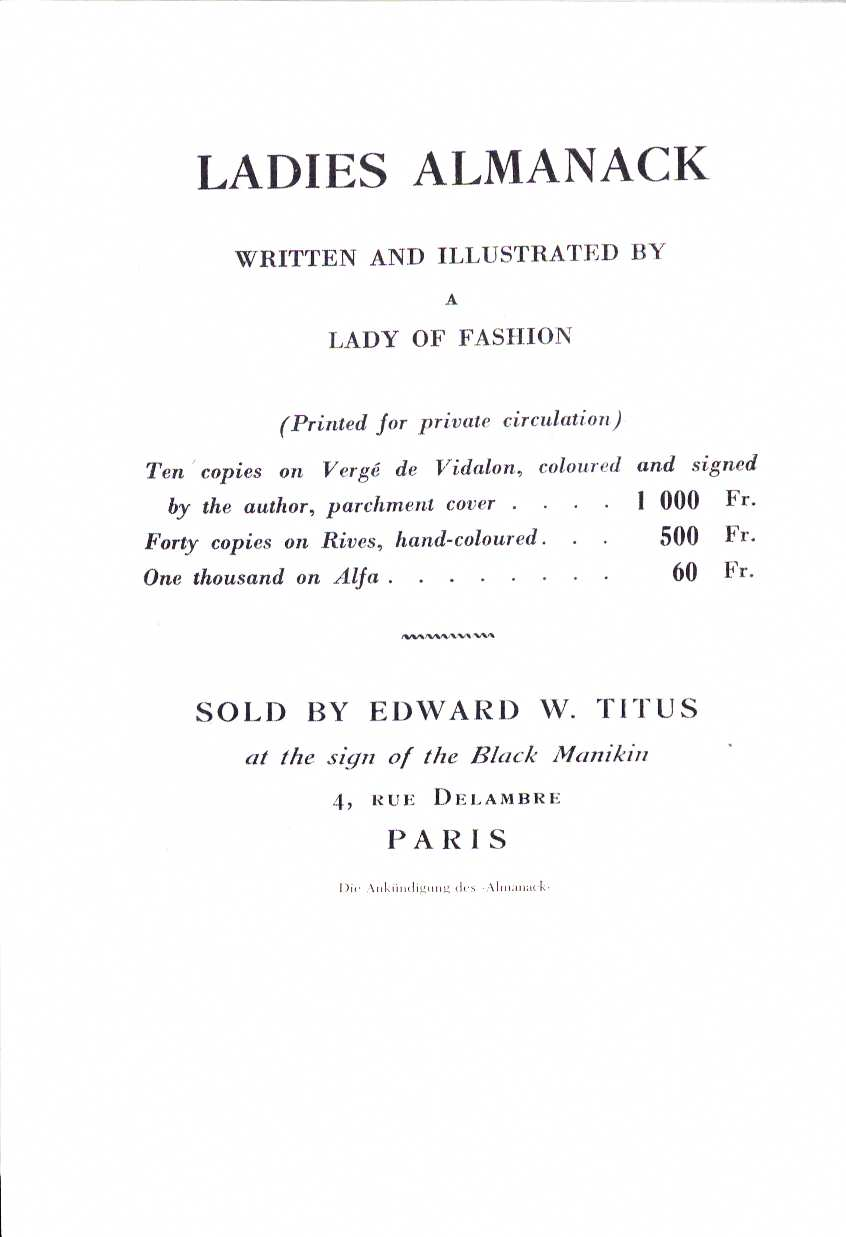
A Ladies Almanack borítója

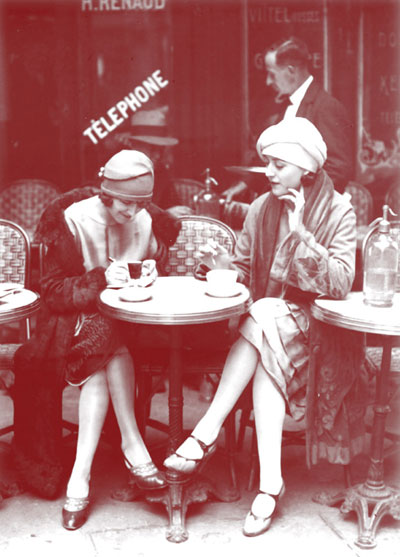
Solita Solano és Djuna Barnes 1922-ben Párizsban

A Ladies Almanack (1928) egy kulcsregény egy túlnyomórészt leszbikus társasági körről, amelynek középpontjában Natalie Clifford Barney párizsi szalonja áll. Archaikus, rabelais stílusban íródott, Barnes saját illusztrációival, Erzsébet-korabeli fametszetek stílusában.
Clifford Barney Dame Evangeline Mussetként jelenik meg. "Úttörő és fenyegetés" fiatalkorában Dame Musset elérte a "szellemes és tanult ötvenet"; megmenti a bajba jutott nőket, bölcsességet oszt, és halála után szentté avatják. Álnéven felbukkan még Élisabeth de Gramont, Romaine Brooks, Dolly Wilde, Radclyffe Hall és partnere, Una Troubridge, Janet Flanner és Solita Solano, valamint Mina Loy.
A Ladies Almanack homályos nyelvezete, belső viccei és kétértelműsége miatt a kritikusok folyamatosan vitatkoztak arról, hogy ez egy szeretetteljes szatíra vagy keserű támadás, de Barnes szerette a könyvet, és egész életében újraolvasta.

### Nightwood
Barnes írói hírnevét akkor szerezte, amikor a Nightwood 1936-ban Angliában megjelent drága kiadásban a Faber and Faber kiadásában, Amerikában pedig 1937-ben a Harcourt, Brace and Company kiadásában, T. S. Eliot, Barnes szerkesztője bevezetőjével. A Peggy Guggenheim védnöksége alatt írt avantgárd regény tette híressé Barnest feminista körökben.
Az 1920-as években Párizsban játszódó regény öt szereplő életét járja körül, akik közül kettő Barnes és Wood alapján készült, és tükrözi a kapcsolatuk végét körülvevő körülményeket. Eliot bevezetőjében méltatja Barnes stílusát, amely bár "a prózai ritmus... és a zenei minta, amely nem a versé, annyira jó regény, hogy csak a költészetre edzett érzékenység tudja teljes mértékben értékelni."
A cenzúrával kapcsolatos aggodalmak miatt Eliot szerkesztette a Nightwoodot, hogy lágyítsa a szexualitással és a vallással kapcsolatos nyelvezeteket. A változtatásokat visszaállító kiadást Cheryl J. Plumb szerkesztette, a Dalkey Archive Press 1995-ben adta ki.
Dylan Thomas úgy jellemezte Nightwoodot, mint "az egyike a három nagyszerű prózakönyvnek, amelyet valaha nő írt", William Burroughs pedig "a huszadik század egyik nagy könyvének" nevezte. A The Publishing Triangle által 1999-ben összeállított 100 legjobb meleg könyv listáján a 12. helyen állt.

### The Antiphon
Barnes The Antiphon című versesjátéka (1958) 1939-ben játszódik Angliában. Jeremy Hobbs Jack Blow-t álcázva összehozta családját romos ősi otthonukban, a Burley Hallban. Az indítékát soha nem mondják ki kifejezetten, de úgy tűnik, hogy konfrontációt akar kiváltani családja tagjai között, és rákényszeríteni őket, hogy szembenézzenek a múltjukkal kapcsolatos igazsággal. Nővére, Miranda színpadi színésznő, most már "elfogyott a pártfogója és nincs pénze"; materialista testvérei, Elisha és Dudley úgy látják, hogy az anyagi jólétüket veszélyezteti. Elisha és Dudley azzal vádolja anyjukat, Augustát, hogy bűnrészességet vállalt bántalmazó apjukkal, Titus Hobbsszal. Kihasználják Jeremy távollétét, hogy állati maszkot öltsenek, és mindkét nőt megtámadják, kegyetlen és szexuálisan sugalmazó megjegyzéseket téve; Augusta ezt a támadást játékként kezeli. Jeremy egy babaházzal tér vissza, egy miniatűr változata annak a háznak Amerikában, ahol a gyerekek felnőttek. Mialatt a nő megvizsgálja, azzal vádolja, hogy „behódolásból madammá” tette magát, mert nem sikerült megakadályoznia Titust abban, hogy „egy háromszor idősebb utazó Cockney” által elkövetett nemi erőszakot szervezzen. Az utolsó felvonás Mirandát és Augustát kettesben találja. Augusta, aki egyszerre helyteleníti és irigyli lánya felszabadultabb életét, ruhát cserél a lányával, és újra fiatalnak akar lenni, de Miranda nem hajlandó belemenni ebbe a játékba. Amikor Augusta meghallja, hogy Elisha és Dudley elhajt, Mirandát hibáztatja, és egy kijárási tilalmat jelző csengővel agyonveri, és az erőfeszítéstől holtan rogy az oldalára.
A darabot 1961-ben mutatták be Stockholmban Karl Ragnar Gierow és Dag Hammarskjöld ENSZ-főtitkár svéd fordításában.
A darabot franciául fordították le, és a párizsi Odeon Színházban a "Comedie-Française" játszotta 1990 márciusában.

### Creatures in an Alphabet
|  | „A fóka, úgy hever, mint egy ara, Túlságosan engedelmes, kétségtelen; Madame Récamier, az oldalán, (ha van ilyen), és alulról.” |
|  | |

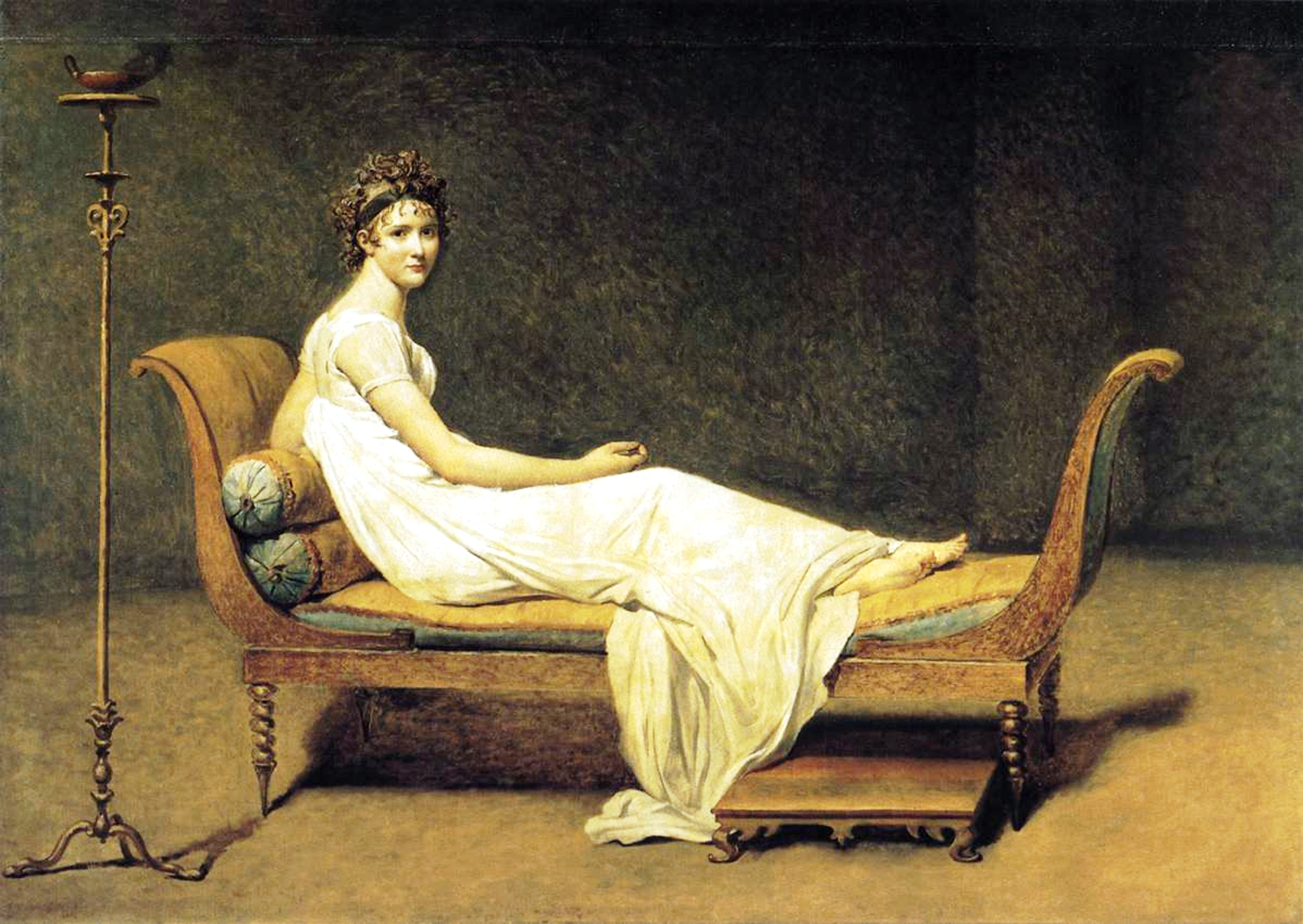
Jacques-Louis David: Madame Récamier portréja.
Barnes írta:
A fóka, úgy hever, mint egy ara,
Túlságosan engedelmes, kétségtelen;
Madame Récamier, az oldalán,
(ha van ilyen), és alulról.

Barnes utolsó könyve, a Creatures in an Alphabet (1982) rövid, rímes versek gyűjteménye. A formátum gyerekkönyvet sugall, de kellő utalást és fejlett szókincset tartalmaz ahhoz, hogy egy gyerek számára valószínűtlen olvasmány legyen: a T bejegyzés Blake "The Tyger" című művét idézi, a fókát Jacques-Louis David Madame Récamier-portréjához hasonlítják, a bőgő szamarat pedig "szolfézs gyakorlásának" nevezik. A Creatures folytatja a Barnes korábbi munkáiban fellelhető természet és kultúra témáit, és bestiáriumként való elrendezésük tükrözi a tudásszervező rendszerek, például az enciklopédiák és az almanachok iránti régóta fennálló érdeklődését.

### Kiadatlan non-fiction
Az 1920-as és 1930-as években Barnes igyekezett megírni Elsa von Freytag-Loringhoven életrajzát, és kiadásra szerkesztette verseit. Barnesnek nem sikerült kiadót találnia a bárónő költészetének, ezért feladta a projektet. Megírt számos fejezetvázlatot az életrajzból, de ezt a projektet is feladta, miután 1939-ben benyújtotta az első fejezetet Emily Colemannek, akinek a reakciója nem volt biztató. Barnes erőfeszítéseit az életrajz megírásában részletezi Irene Gammel Baroness Elsa című életrajza.

## Öröksége
Barnes-t olyan sokszínű írók idézték, mint Truman Capote, William Goyen, Karen Blixen, John Hawkes, Bertha Harris, Dylan Thomas, David Foster Wallace és Anaïs Nin. Bertha Harris író úgy jellemezte munkáját, mint "gyakorlatilag a leszbikus kultúra egyetlen elérhető kifejeződését a modern nyugati világban" Szapphó óta.
Barnes életrajzi feljegyzései és kéziratgyűjteménye jelentős forrást jelentett azoknak a tudósoknak, akik előhozták Elsa von Freytag-Loringhoven bárónőt a dadai történelem pereméről. Kulcsfontosságúak voltak a Body Sweats: The Uncensored Writings of Elsa von Freytag-Loringhoven (2011), a bárónő verseinek első nagy angol gyűjteményében, valamint a Baroness Elsa: Gender, Dada and Everyday Modernity (2002) című életrajzában.

## Kitalált ábrázolások
Cynthia Grant és Svetlana Zylin közösen írták a Djuna: What of the Night című darabot Barnes élete és művei alapján. A darab premierje 1991-ben volt.
Emmanuelle Uzan alakította Barnes-t egy rövid cameo-szerepben, párbeszéd nélkül Woody Allen 2011-es Éjfélkor Párizsban című filmjében.

## Bibliográfia
- The Book of Repulsive Women: 8 Rhythms and 5 Drawings New York: Guido Bruno, 1915.
- A Book (1923) – revised versions published as:
  - A Night Among the Horses (1929)
  - Spillway (1962)
- Ryder(wd) (1928)
- Ladies Almanack(wd) (1928)
- Nightwood(wd) (1936)
- The Antiphon(wd) (1958)
- Selected Works (1962) – Spillway, Nightwood, and a revised version of The Antiphon
- Vagaries Malicieux: Two Stories (1974) – unauthorized publication
- Creatures in an Alphabet (1982)
- Smoke and Other Early Stories (1982)
- I Could Never Be Lonely without a Husband: Interviews by Djuna Barnes (1987) – ed. A. Barry
- New York (1989) – journalism
- At the Roots of the Stars: The Short Plays (1995)
- Collected Stories of Djuna Barnes (1996)
- Poe's Mother: Selected Drawings (1996) – ed. and with an introduction by Douglas Messerli(wd)
- Discanto, poesie 1911–1982, Roma, Edizione del Giano, 2004 a cura di Maura Del Serra
- Collected Poems: With Notes Toward the Memoirs (2005) – ed. Phillip Herring and Osias Stutman
- Vivid and Repulsive as the Truth: The Early Works of Djuna Barnes (2016) – ed. Katharine Maller
- The Lydia Steptoe Stories (2019)
- Biography of Julie von Bartmann (2020) – with an introduction by Douglas Messerli(wd)

### Magyarul
- Éjerdő (Nightwood) – Kalligram, Pozsony, 1994 (Koáti könyvek) · ISBN 8071490482 · Fordította: Széky János, előszó Thomas Stearns Eliot, utószó Szegedy-Maszák Mihály

## Fordítás
- Ez a szócikk részben vagy egészben  a   Djuna Barnes című angol Wikipédia-szócikk fordításán alapul.  Az eredeti cikk szerkesztőit annak laptörténete sorolja fel. Ez a jelzés csupán a megfogalmazás eredetét és a szerzői jogokat jelzi, nem szolgál a cikkben szereplő információk forrásmegjelöléseként.